# Mendez (Cavite)
Mendez è una municipalità di quarta classe delle Filippine, situata nella Provincia di Cavite, nella Regione di Calabarzon.
Mendez è formata da 24 baranggay:
- Anuling Cerca I
- Anuling Cerca II
- Anuling Lejos I (Anuling)
- Anuling Lejos II
- Asis I
- Asis II
- Asis III
- Banayad
- Bukal
- Galicia I
- Galicia II
- Galicia III

- Miguel Mojica
- Palocpoc I
- Palocpoc II
- Panungyan I
- Panungyan II
- Poblacion I (Barangay I)
- Poblacion II (Barangay II)
- Poblacion III (Barangay III)
- Poblacion IV (Barangay IV)
- Poblacion V (Barangay V)
- Poblacion VI (Barangay VI)
- Poblacion VII (Barangay VII)